# Presidenze e province dell'India britannica

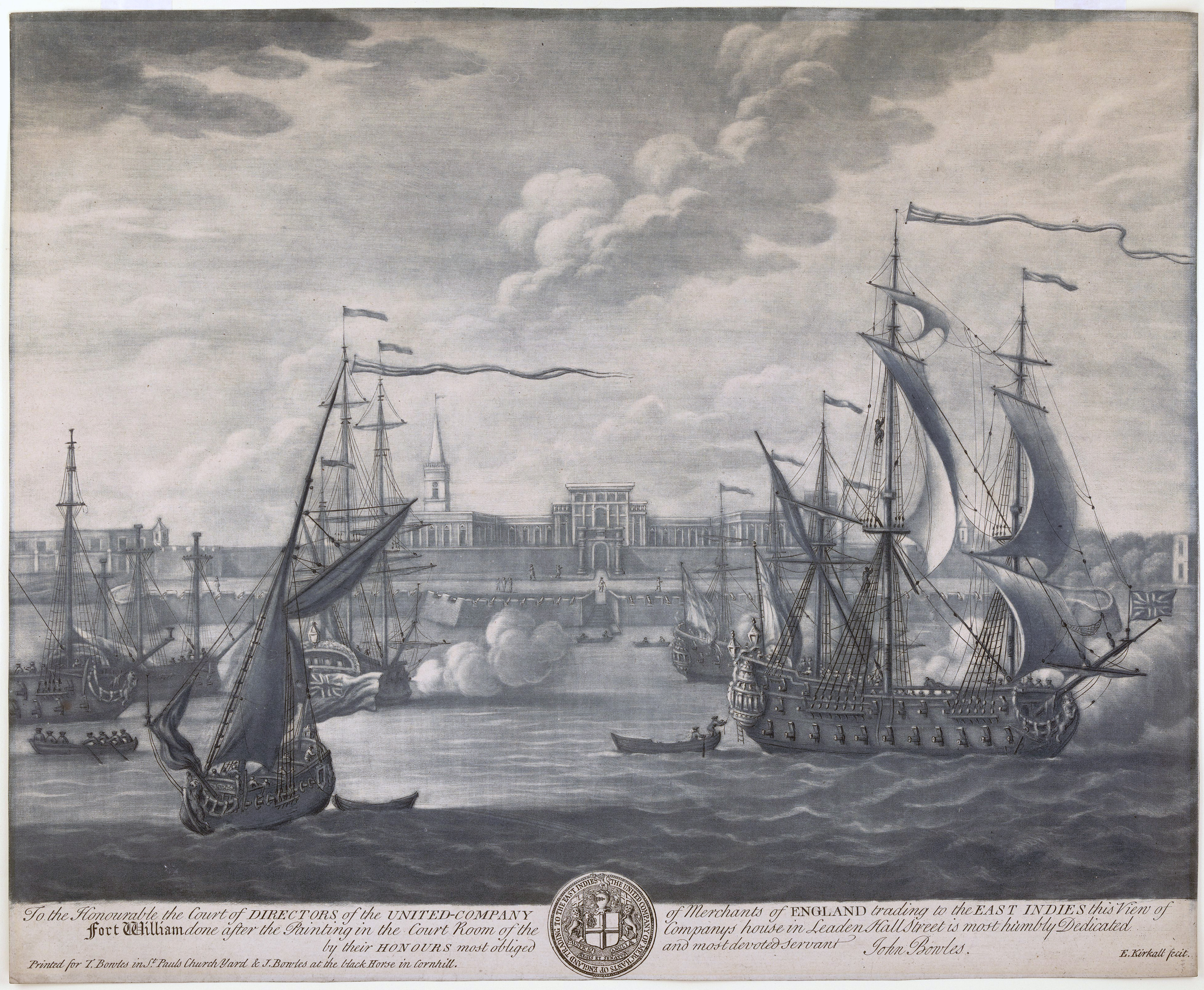
Un'incisione mezzatinta di Fort William, Calcutta, la capitale della Presidenza del Bengala nell'India Britannica. Anno 1735.

Le Province dell'India, ancor prima Presidenze dell'India britannica e prima ancora, Città presidenziali, erano le divisioni amministrative del governo britannico in India. Collettivamente erano chiamate British India. In una forma o nell'altra, esistettero dal 1612 al 1947, e vengono convenzionalmente suddivise in tre periodi storici:
- Dal 1612 al 1757 la Compagnia britannica delle Indie orientali mise in piedi numerosi fondachi in diversi luoghi, in particolare nell'India costiera, col consenso degli imperatori moghul o di regnanti locali. I principali loro rivali erano in quest'epoca gli avamposti commerciali di Portogallo, Danimarca, Paesi Bassi e Francia. Dalla metà del XVIII secolo iniziarono a comparire tre Città presidenziali: Madras, Bombay e Calcutta.
- Dal 1757 al 1858, cioè durante il periodo del governo diretto della compagnia britannica delle Indie orientali sull'India, la compagnia stessa iniziò gradualmente ad acquisire sovranità su gran parte del subcontinente indiano, organizzandosi in quelle che vennero chiamate "Presidenze". Ad ogni modo nella politica locale si iniziò ad inserire anche la Corona inglese, facendo quindi perdere molti dei privilegi mercantili acquisiti dalla Compagnia.
- A seguito dei Moti indiani del 1857 i restanti poteri della compagnia vennero trasferiti alla Corona inglese. Nel nuovo British Raj (1858–1947), la sovranità si estese in alcune nuove regioni, come l'Alto Burma. Incrementando di estensione e di numero, ad ogni modo, le presidenze vennero spezzettate in "Province".[1]

## L'India britannica (1793–1947)

L'impero indiano (India britannica e stati principeschi)

Nel 1608, le autorità moghul permisero alla Compagnia britannica delle Indie orientali di stabilire un piccolo insediamento commerciale a Surat (oggi nello stato del Gujarat), e questo divenne il primo quartier generale della compagnia. Nel 1611 venne seguito da un nuovo fondaco permanente a Machilipatnam sulla Costa di Coromandel, e nel 1612 la compagnia entrò in relazione con altre compagnie nel Bengala per espandere il proprio commercio. Ad ogni modo, il potere dell'impero moghul entrò in declino dal 1707, dapprima nelle mani dei maratha e poi a causa dell'invasione dalla Persia (1739) e dall'Afghanistan (1761); dopo le vittorie della Compagnia britannica delle Indie orientali nella battaglia di Plassey (1757) e nell battaglia di Buxar (1764) (entrambe nella Presidenza del Bengala, fondata nel 1765) e l'abolizione del governo locale (nizamato) nel Bengala nel 1793, la Compagnia gradualmente iniziò ad espandere i propri territori nel resto dell'India. Dalla metà del XIX secolo, e dopo le tre guerre anglo-maratha la Compagnia britannica delle Indie orientali era divenuta la principale potenza politica e militare nell'Asia meridionale.
La compagnia governò anche il Bengala dal 1793, ma terminò ufficialmente le proprie attività con il Government of India Act 1858 dopo i Moti indiani del 1857 che proprio in Bengala ebbero origine. Da allora l'India britannica passò sotto il diretto controllo della Corona del Regno Unito col nome di Impero indiano dal 1876. L'India venne divisa in India britannica, regioni che erano direttamente amministrate dagli inglesi, con atti passati dal parlamento inglese, e stati principeschi, governati da sovrani locali e con differenti sfondi storici. Questi governanti locali godevano di una certa autonomia interna ma gli inglesi ne gestivano completamente le relazioni estere. L'India britannica costituiva una porzione significativa dell'India sia per area che per popolazione; nel 1910, ad esempio, copriva circa il 54% del territorio indiano ed il 77% della popolazione locale. Inoltre, vi erano diverse exclave portoghesi e francesi in India. L'indipendenza dagli inglesi l'India la raggiunse solo nel 1947 con la formazione di due nazioni, i dominions dell'India e del Pakistan, quest'ultima con anche il Bengala orientale, attuale Bangladesh.
Il termine di British India (o India britannica) si applicò anche allo stato di Burma per un breve periodo: a partire dal 1824, una piccola parte del Burma, e dal 1886, quasi due terzi dello stesso, passarono sotto il governo dell'India britannica. Questo status delle cose perdurò sino al 1937, quando il Burma cominciò ad essere amministrato come colonia separata, sempre degli inglesi. Il termine di British India non si applica invece ad altri paesi nella regione, come ad esempio lo Sri Lanka (all'epoca Ceylon), che pure era una colonia della Corona britannica, o alle Maldive, che erano un protettorato inglese. Al massimo della sua estensione, all'inizio del XX secolo, i territori dell'India britannica si estendevano dalla Persia ad ovest, all'Afghanistan a nordovest, al Nepal a nord, al Tibet a nordest, alla Cina, all'Indocina francese ed al Siam ad est. Includeva anche la provincia di Aden nella Penisola arabica.

## L'amministrazione sotto la Compagnia (1793–1858)
La Compagnia delle Indie orientali, che venne incorporata il 31 dicembre 1600, stabilì delle relazioni commerciali con i principi indiani nel Masulipatam e sulla costa orientale nel 1611 ed a Surat sulla costa occidentale nel 1612. La compagnia prese in affitto un piccolo avamposto commerciale a Madras dal 1639. Bombay, che venne ceduta alla Corona britannica dal Portogallo come parte della dote matrimoniale di Caterina di Braganza nel 1661, venne a sua volta concessa alla Compagnia delle Indie orientali in amministrazione per conto della Corona britannica.
Nel frattempo, nell'India orientale, dopo aver ottenuto il permesso dall'imperatore moghul Shah Jahan di commerciare col Bengala, la Compagnia istituì il proprio primo fondaco a Hooghly nel 1640. Quasi mezzo secolo più tardi, dopo che l'imperatore moghul Aurengzeb ebbe costretto la Compagnia ad abbandonare Hooghly per evasione fiscale, Job Charnock acquistò tre piccoli villaggi, poi rinominati complessivamente Calcutta, nel 1686, facendone il nuovo quartier generale della Compagnia. Dalla metà del XVIII secolo, i tre principali insediamenti che includevano fabbriche e forti militari, vennero ridenominati presidenza di Madras (o presidenza di Fort St. George), presidenza di Bombay e presidenza del Bengala (o presidenza di Fort William), ciascuna amministrata da un governatore.

### Le presidenze

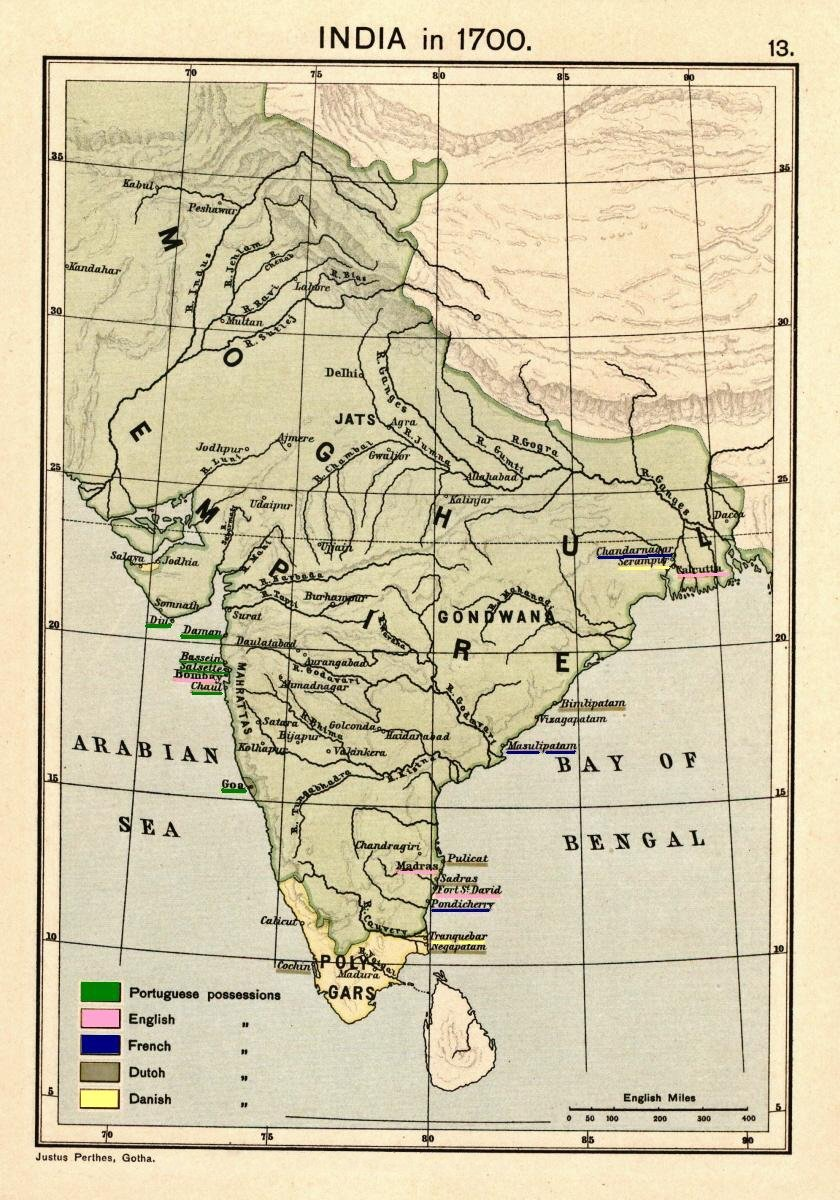
La penisola indiana nel 1700, con indicato l'Impero moghul e gli insediamenti commerciali europei.
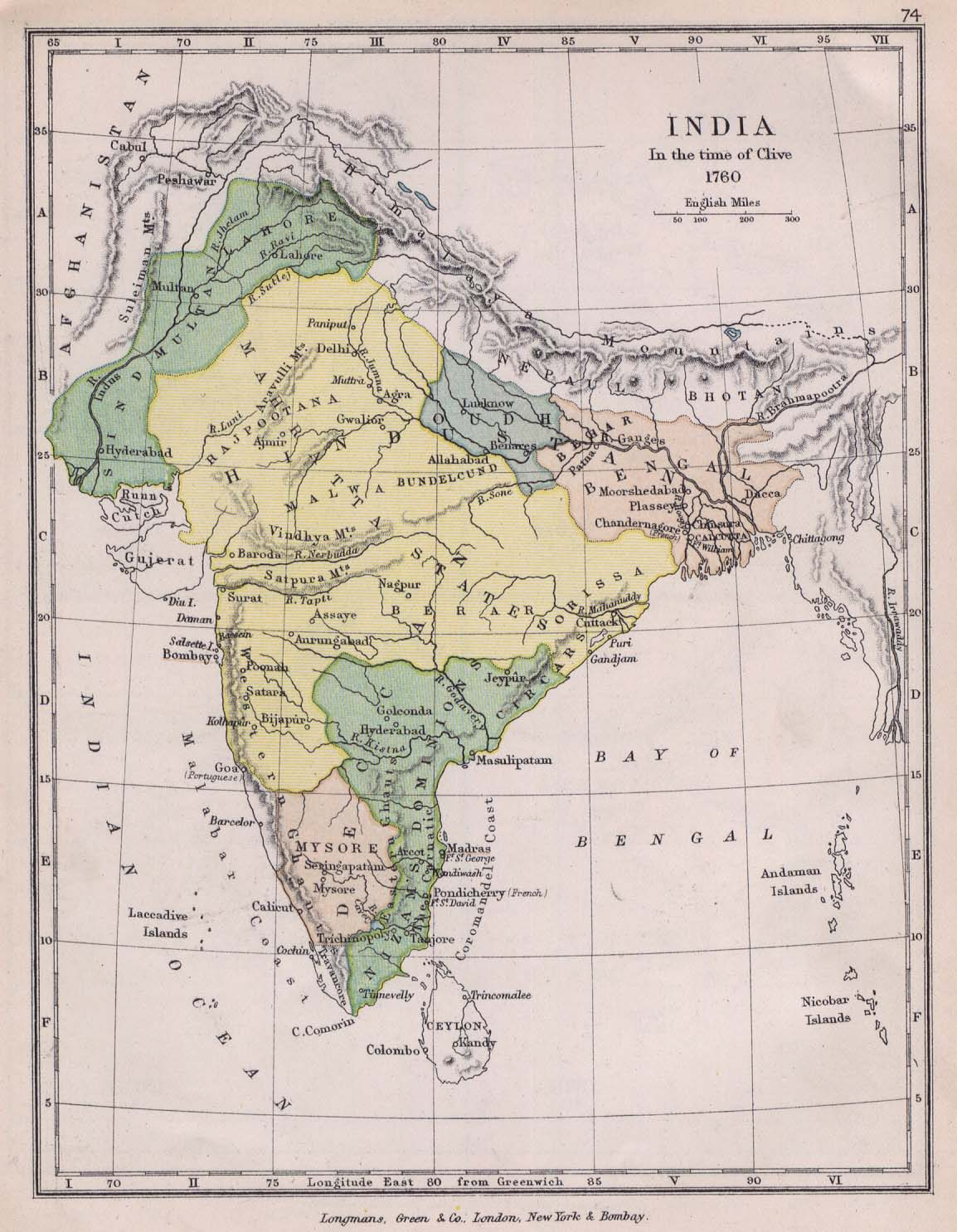
La penisola indiana nel 1760, tre anni dopo la battaglia di Plassey, che mostra l'impero maratha e le altre principali entità politiche.
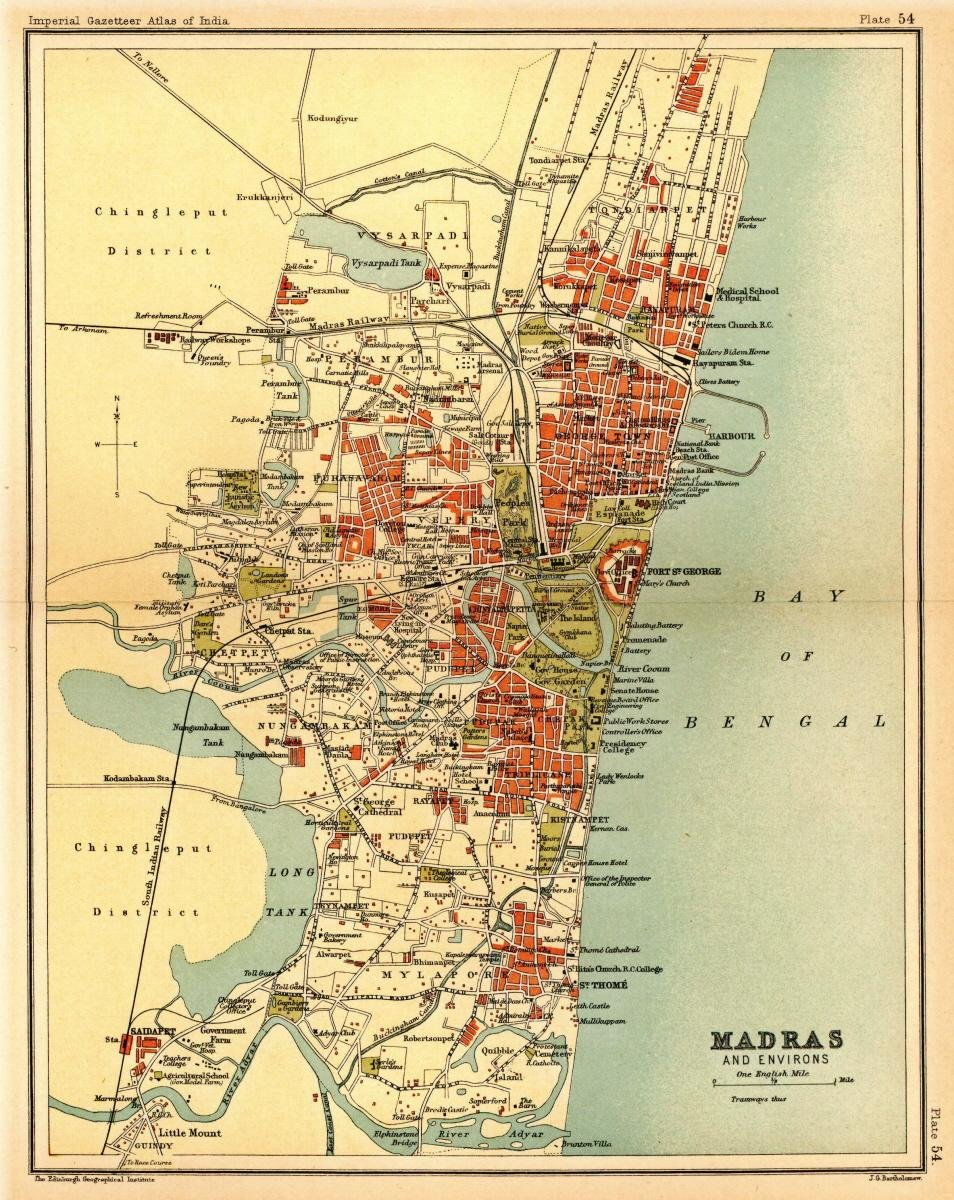
La città della presidenza di Madras in una mappa del 1908. Madras venne fondata col nome di Fort St. George nel 1640.
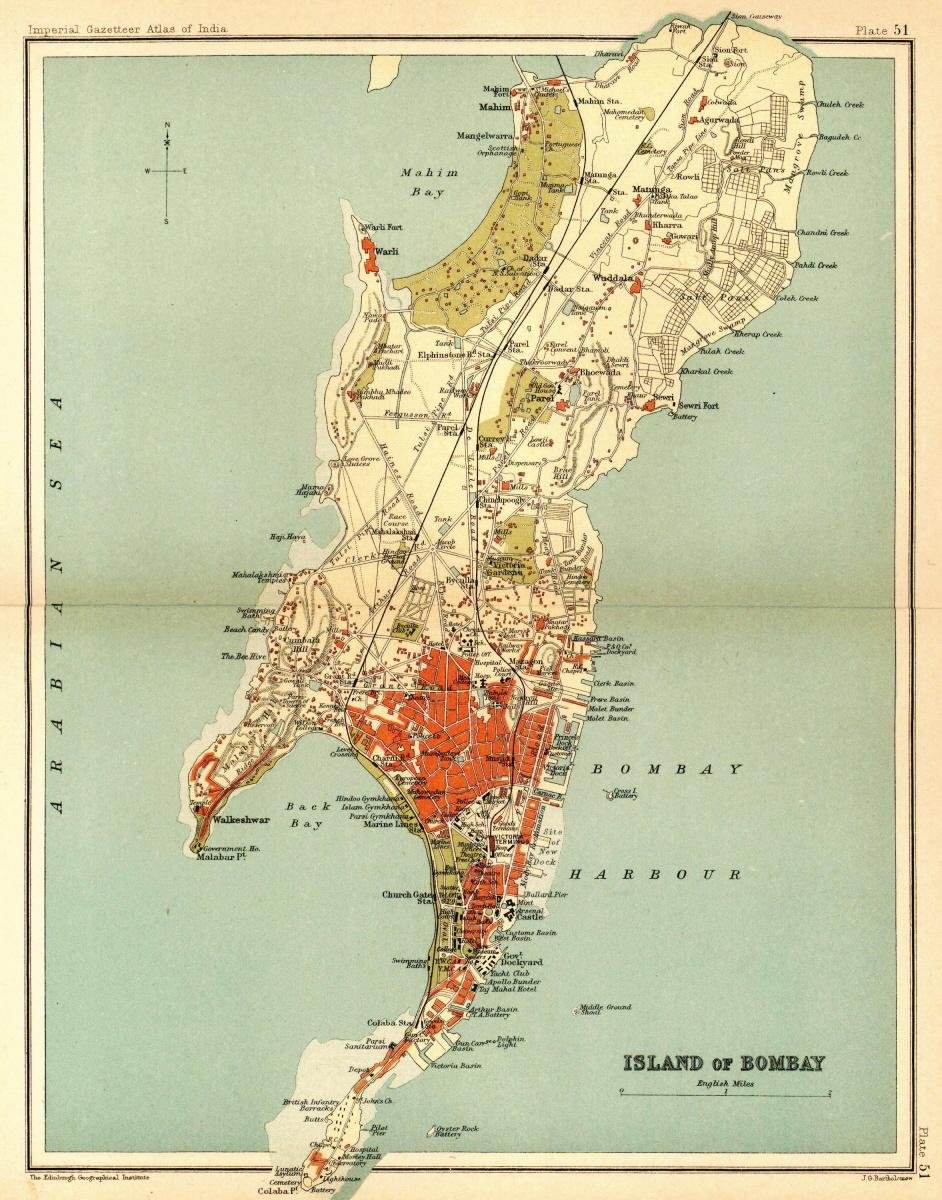
La città della presidenza di Bombay (qui in una mappa del 1908) venne fondata nel 1684.

- Presidenza di Madras: fondata nel 1640.
- Presidenza di Bombay: quartier generale della Compagnia delle Indie orientali trasferito da Surat a Bombay (Mumbai) nel 1687.
- Presidenza del Bengala: fondata nel 1690.

Dopo la vittoria di Robert Clive nella battaglia di Plassey del 1757, il governo fantoccio del nuovo Nawab del Bengala venne mantenuto dalla compagnia delle Indie orientali. Ad ogni modo, dopo l'invasione del Bengala da parte del Nawab dell'Oudh nel 1764 e la sua successiva sconfitta nella battaglia di Buxar, la Compagnia ottenne il Diwani del Bengala, che incluse i diritti di amministrare e raccogliere le tasse nel Bengala, regione degli attuali Bangladesh, Bengala occidentale e Bihar a partire dal 1772 sulla base del trattato firmato nel 1765. Dal 1773, la Compagnia ottenne il "nizamato" del Bengala (l'esercizio della giurisdizione criminale) e quindi la piena sovranità su quella che divenne nota come presidenza del Bengala. Poco mutò nel periodo compreso tra il 1773 ed il 1785; l'unica eccezione fu l'aggiunta dei domini del Raja di Banares al confine occidentale della presidenza del Bengala, e l'aggiunta dell'Isola di Salsette alla presidenza di Bombay.
Parti del regno di Mysore vennero annesse alla presidenza di Madras dopo la fine della terza guerra anglo-mysore nel 1792. Successivamente, nel 1799, dopo la sconfitta di Tipu Sultan nella quarta guerra anglo-mysore altro territorio venne annesso alla presidenza di Madras. Nel 1801, la regione della Carnatica, che era stata sotto la sovranità della Compagnia, iniziò ad essere direttamente amministrata come parte della presidenza di Madras.

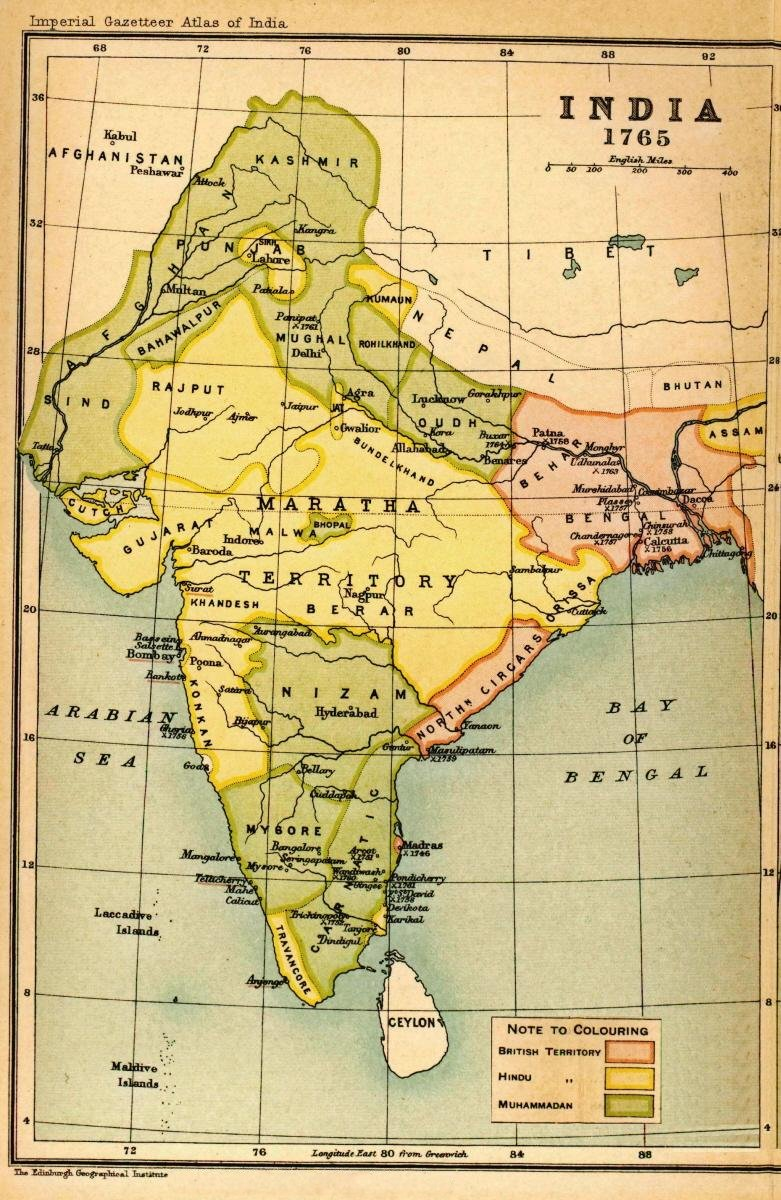
Mappa dell'India nel 1765.
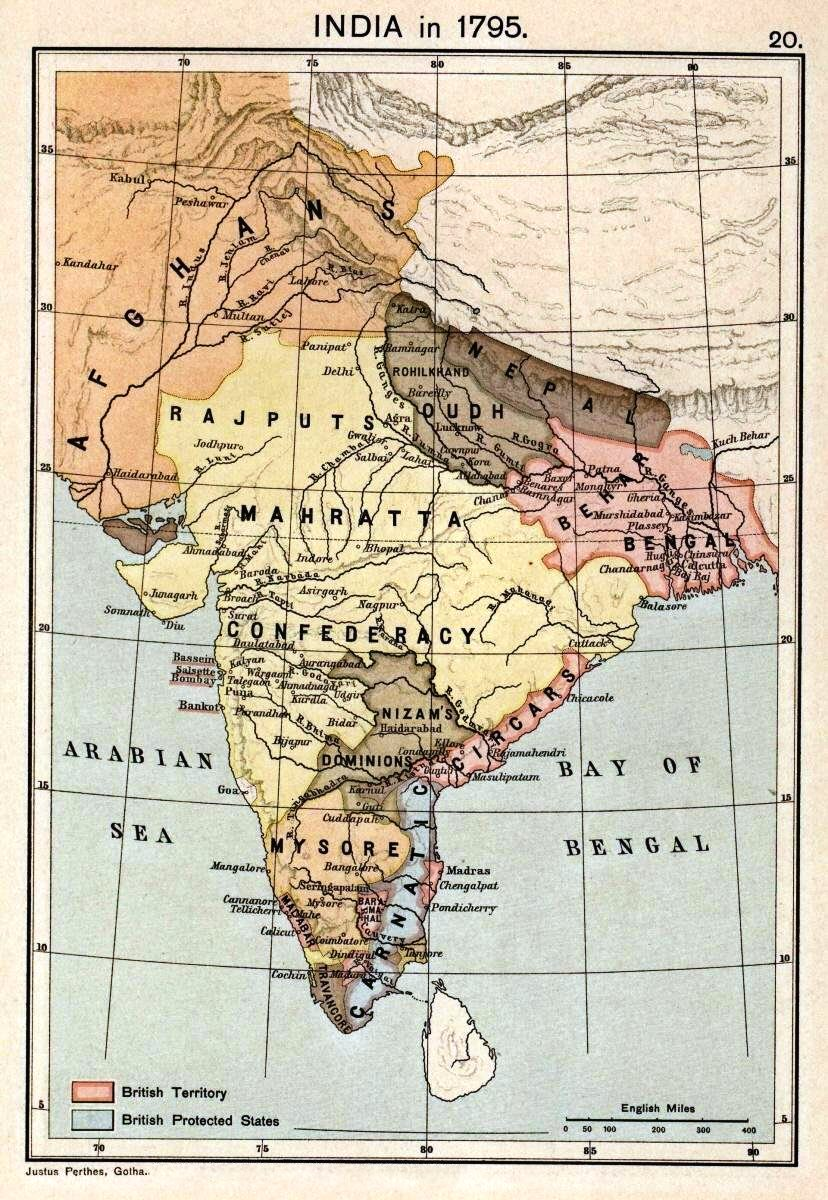
Mappa dell'India nel 1795.
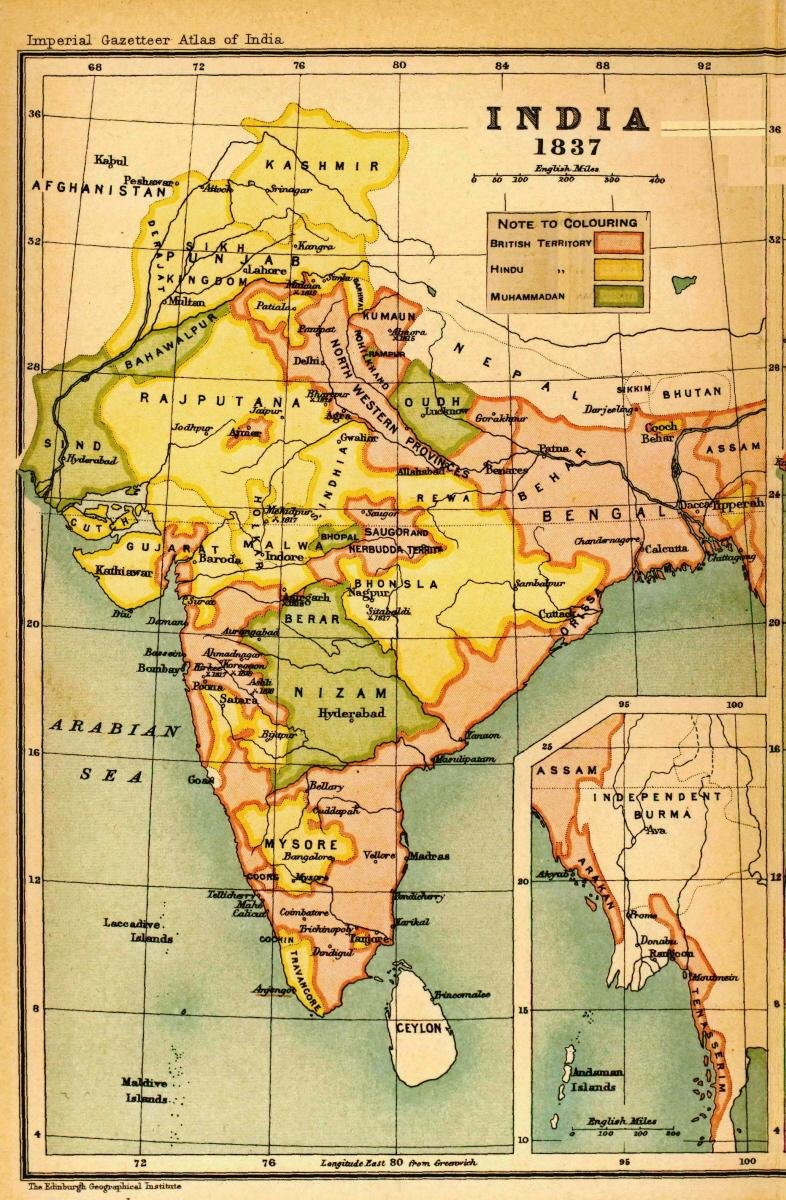
Mappa dell'India nel 1837.
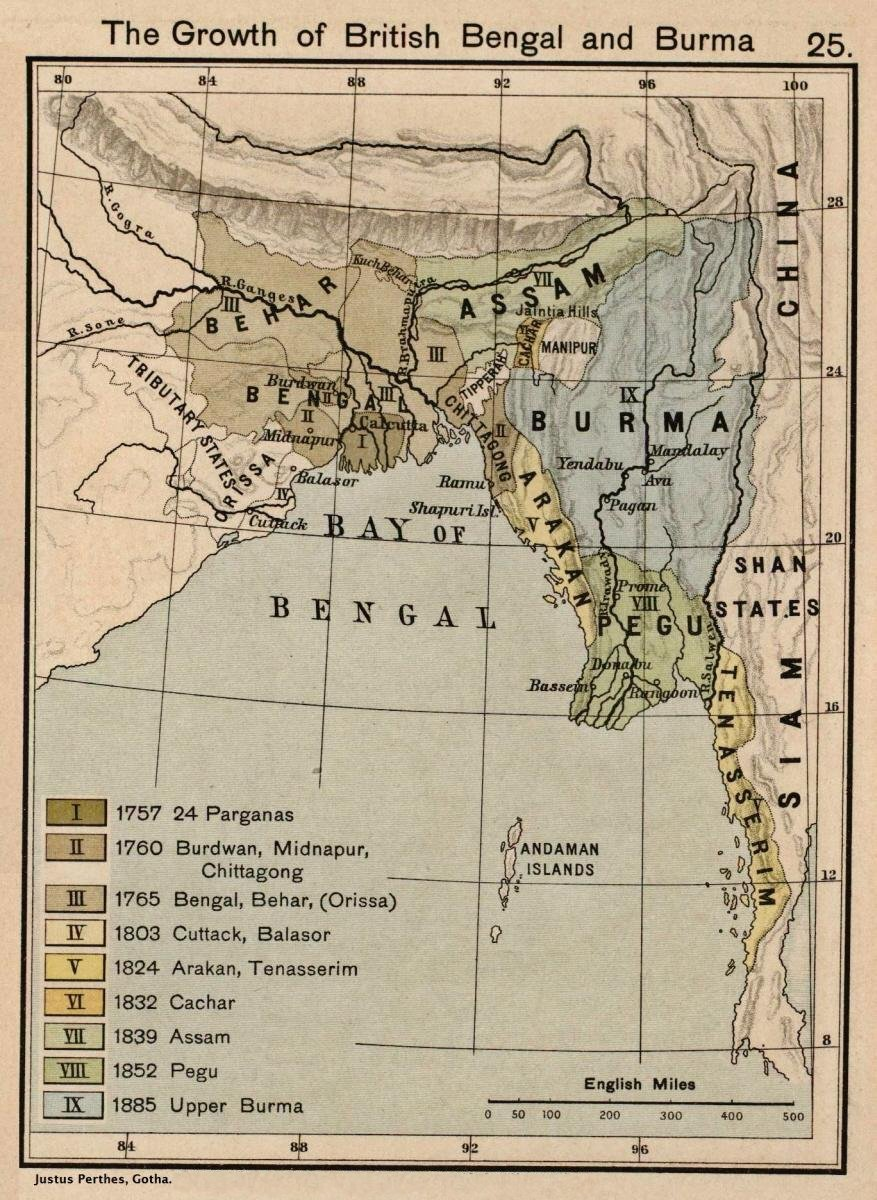
Espansione del Bengala britannico e del Burma.

### Le nuove province
Dal 1851, i vasti possedimenti della Compagnia britannica delle Indie orientali vennero suddivisi in quattro grandi territori:
- Presidenza del Bengala, con capitale Calcutta
- Presidenza di Bombay, con capitale Bombay
- Presidenza di Madras, con capitale Madras
- Province nord-occidentali, con sede ad Agra. La sede originaria era stata posta ad Allahabad, poi spostata ad Agra dal 1834 al 1868. Nel 1833, una legge del parlamento inglese (statuto 3 e 4, Guglielmo IV, cap. 85) promulgò l'elevazione delle Province cedute e conquistate alla nuova Presidenza di Agra, e la nomina di un nuovo governatore per quest'ultima, ma l'operazione non venne mai portata a compimento. Nel 1835 un'altra legge (statuto 5 e 6, Guglielmo IV, cap. 52) rinominò la regione Province nord-occidentali, amministrata questa volta da un luogotenente governatore, il primo dei quali, Sir Charles Metcalfe, sarà nominato nel 1836.[15]

All'epoca dei moti indiani del 1857 e coincidentemente con la fine del governo della Compagnia, gli sviluppi delle presidenze furono i seguenti:
- Presidenza di Bombay: espansione dopo le guerre anglo-maratha.
- Presidenza di Madras: espansione nella metà del XVIII secolo dalle guerre canatiche e dalle guerre anglo-mysore.
- Presidenza del Bengala: espansione dopo le battaglie di Plassey (1757) e Buxar (1764), e dopo la seconda e la terza guerra anglo-maratha.
- Penang: divenne residenza nella presidenza del Bengala nel 1786, divenendo la quarta presidenza in India nel 1805 e quindi parte della presidenza degli Insediamenti dello Stretto sino al 1830, quando gli insediamenti in questione tornarono allo status di residenza nella presidenza del Bengala e vennero infine separati dall'India britannica nel 1867.
- Province cedute e conquistate: fondate nel 1802 con la presidenza del Bengala. Si propose di rinominarle Presidenza di Agra con un governatore proprio nel 1835, ma la proposta non venne portata avanti.
- Ajmer-Merwara-Kekri: ceduta da Sindhia di Gwalior nel 1818 a conclusione della terza guerra anglo-maratha.
- Coorg: annessa nel 1834.
- Province nord-occidentali: fondate come sede di luogotenente governatore nel 1836 al posto delle Province cedute e conquistate
- Sindh: annesso alla presidenza di Bombay nel 1843.
- Punjab: fondato nel 1849 dai territori catturati durante la prima e la seconda guerra anglo-sikh.
- Provincia di Nagpur: creata nel 1853 dallo stato principesco del Nagpur, ottenuto in virtù della dottrina della decadenza. Unito alle Province Centrali nel 1861.
- Oudh: annesso nel 1856 e governata sino al 1905 come commissariato, e come parte delle Province nord-occidentali e Oudh.

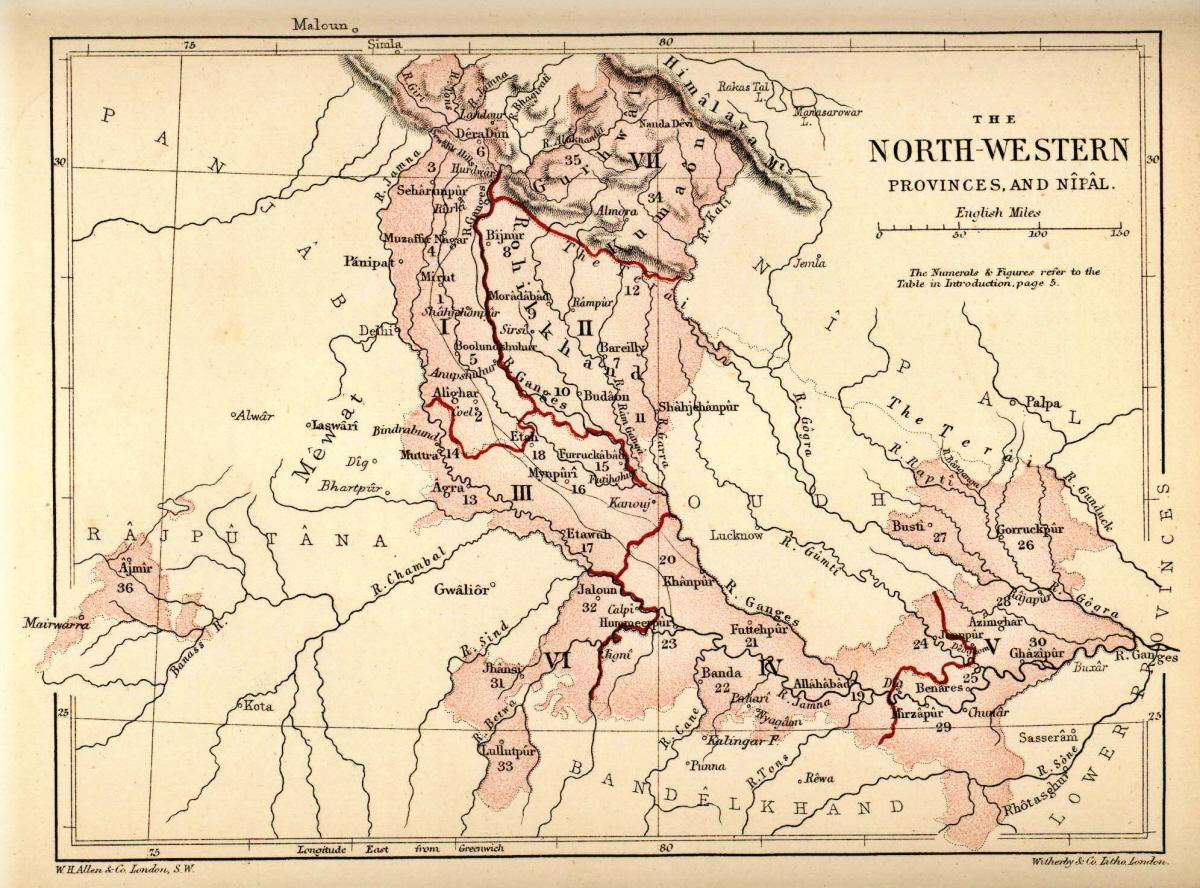
Le province nord-occidentali, costituite nel 1836 dalla parte orientale delle Province cedute e conquistate.

## L'amministrazione sotto la Corona (1858–1947)

### Sfondo storico
Il British Raj iniziò da subito con l'idea delle presidenze come centri del governo locale. Sino al 1834, quando venne costituito il Consiglio Legislativo Generale, ogni presidenza aveva a capo un proprio governatore ed un proprio consiglio per autoregolamentarsi. Successivamente, ogni territorio o provincia annesso o conquistato passava sotto una certa presidenza ed aderiva ai regolamenti di quel territorio. Ad ogni modo, nel caso di province acquisite ma non annesse ad alcuna delle tre presidenze, queste divenivano "province non regolamentate" in quanto non erano provviste di un potere legislativo sul posto.
La medesima logica era applicata ai distretti. Così accadde per il distretto di Ganjam e per quello di Vizagapatam.
Le province non regolamentate erano:
- provincia di Ajmir (Ajmer-Merwara)
- stati di Cis-Sutlej
- Saugor e territori Nerbudda
- Frontiera nord-orientale (Assam)
- Cooch Behar
- Frontiera sud-occidentale (Chota Nagpur)
- provincia di Jhansi
- provincia di Kumaon

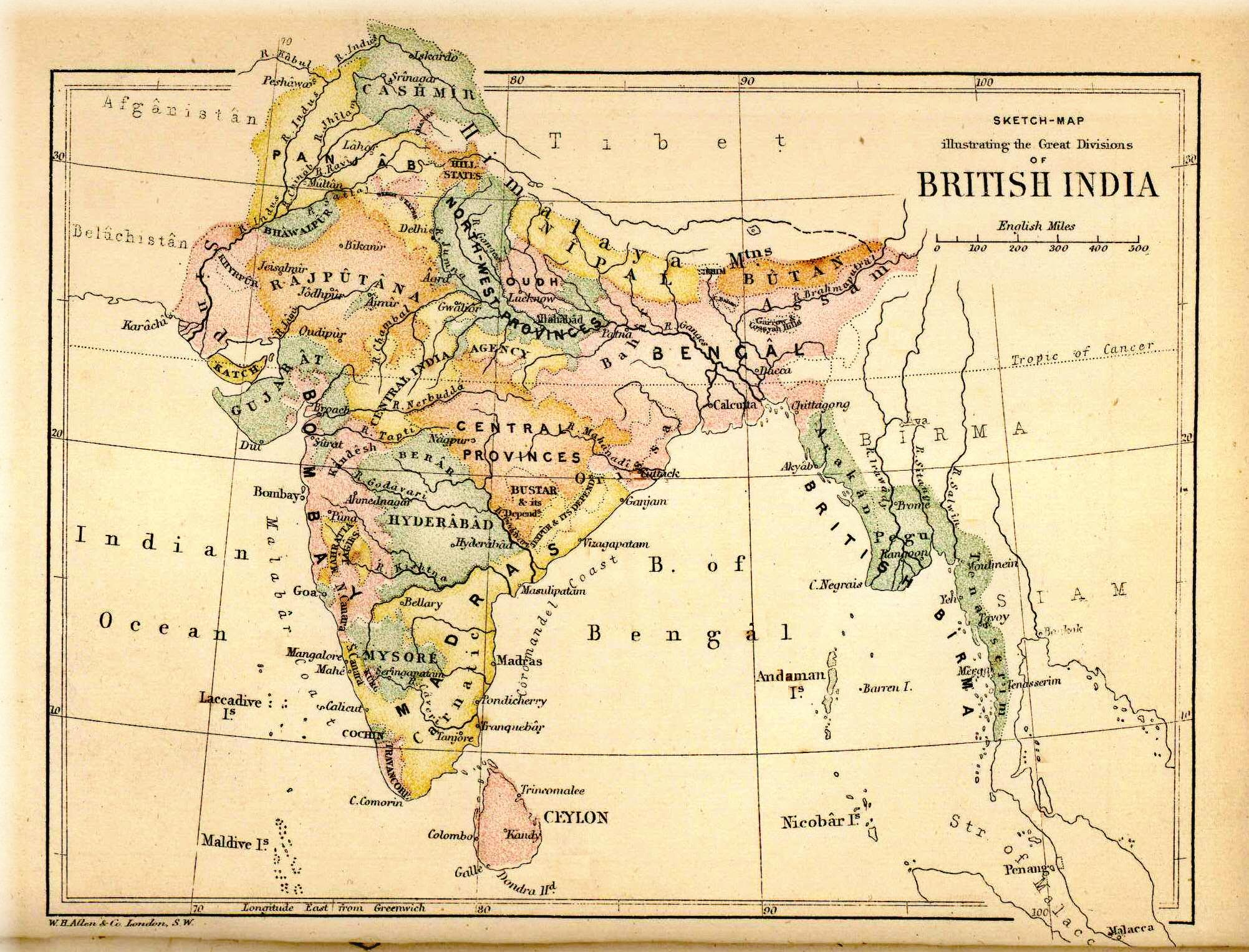
L'India britannica nel 1880: questa mappa incorpora le province dell'India britannica, gli stati principeschi e la colonia della Corona britannica di Ceylon.
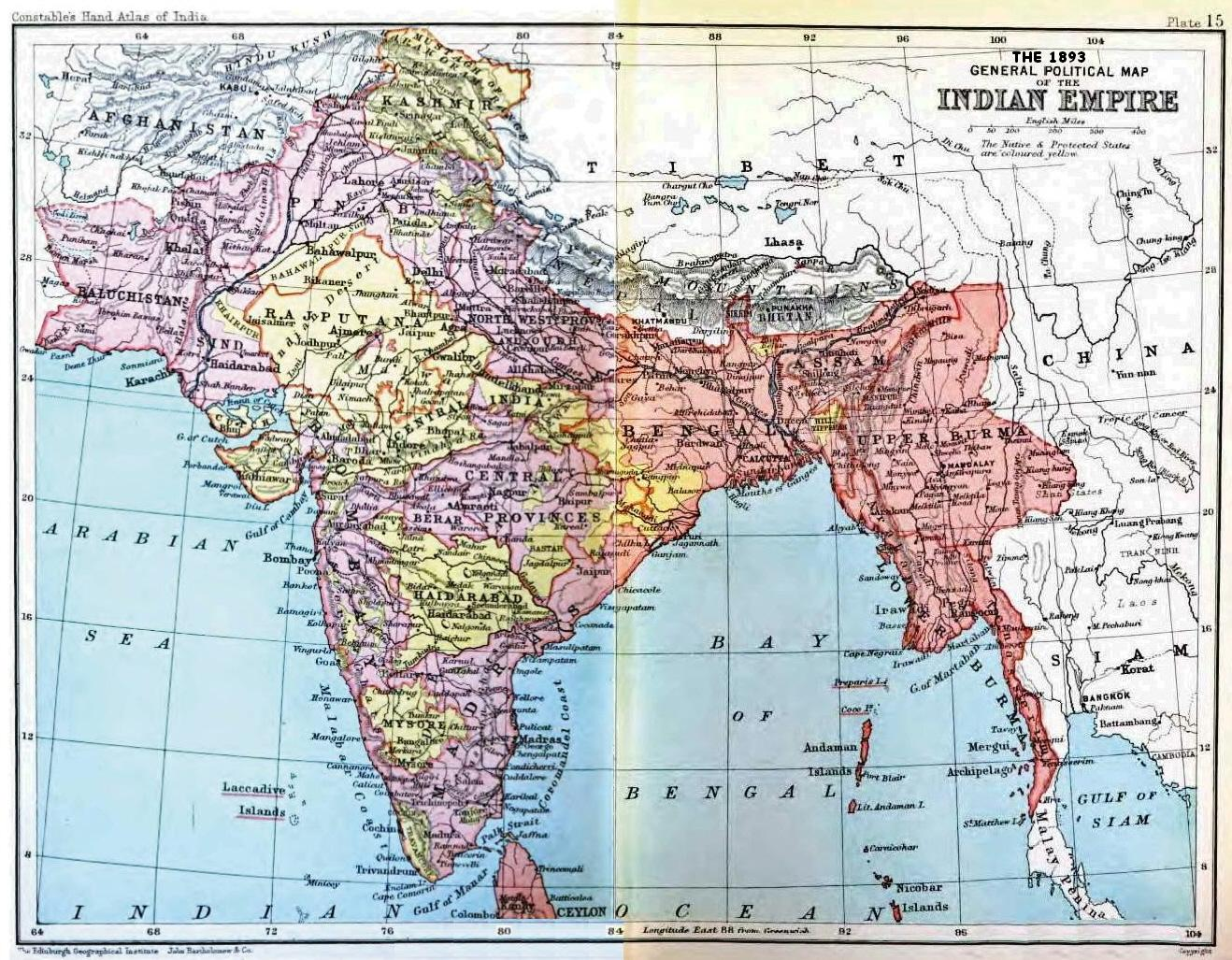
L'Impero indiano nel 1893 dopo l'annessione dell'Alto Burma e l'incorporazione del Belucistan.
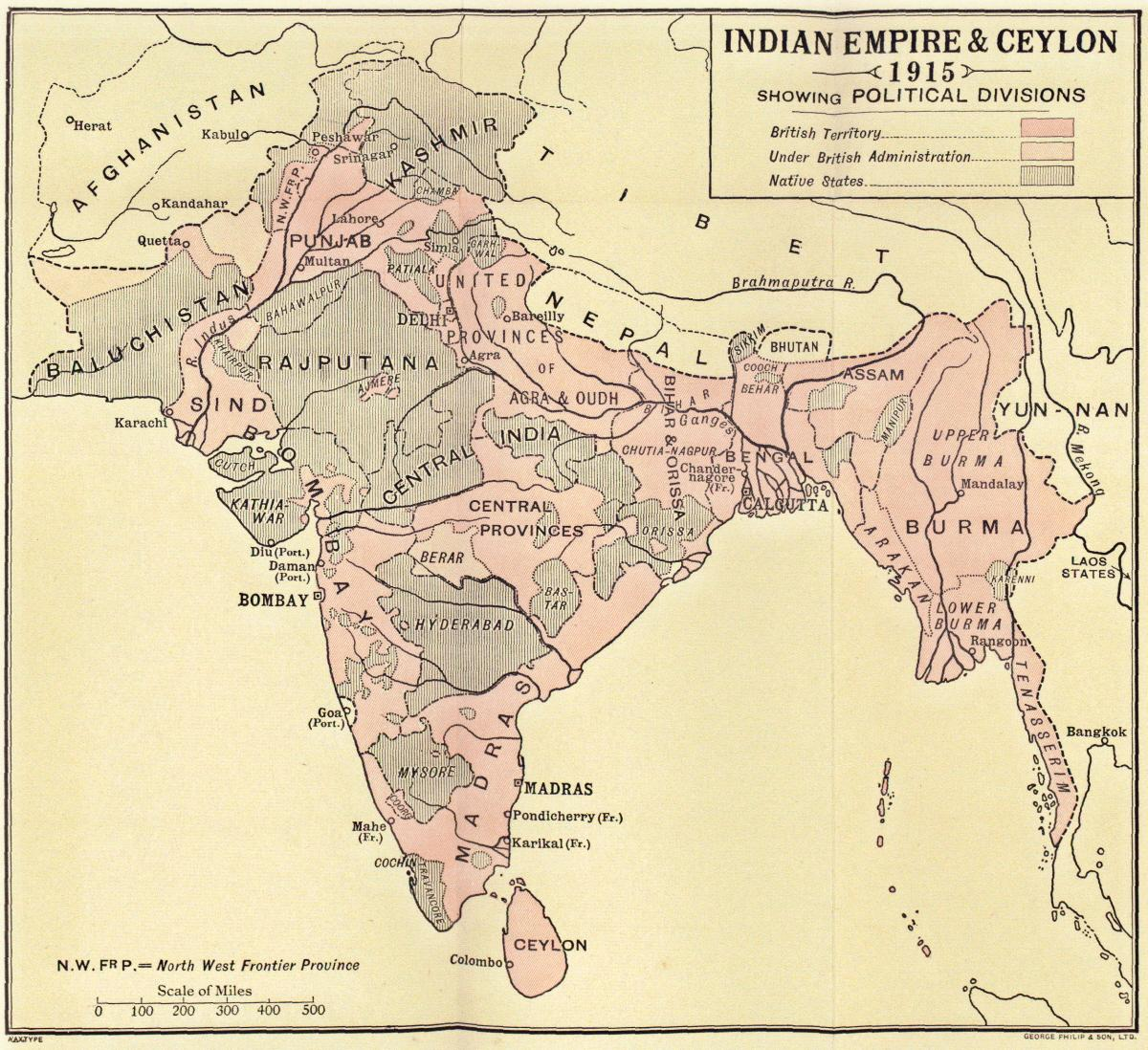
L'Impero indiano nel 1915 dopo la riunificazione del Bengala, la creazione della nuova provincia di Bihar e Orissa, e la rifondazione di Assam.

### Regolazione delle province
- Province Centrali: create nel 1861 dalla provincia di Nagpur e da Saugor e territori Nerbudda. Berar venne amministrato dal 1903, e l'area venne rinominata Province centrali e Berar nel 1936.
- Burma: Basso Burma annesso nel 1852, fondato come provincia nel 1862, Alto Burma incorporato nel 1886. Separato dall'India britannica nel 1937 per divenire parte del Burma Office.
- Provincia di Assam: separata dal Bengala nel 1874 come provincia non regolamentata nella Frontiera nord-orientale. Incorporata nella nuova provincia del Bengala orientale ed Assam nel 1905. Ristabilita come provincia nel 1912.
- Isole Andaman e Nicobar: stabilite come provincia nel 1875.
- Belucistan: organizzato come provincia nel 1887.

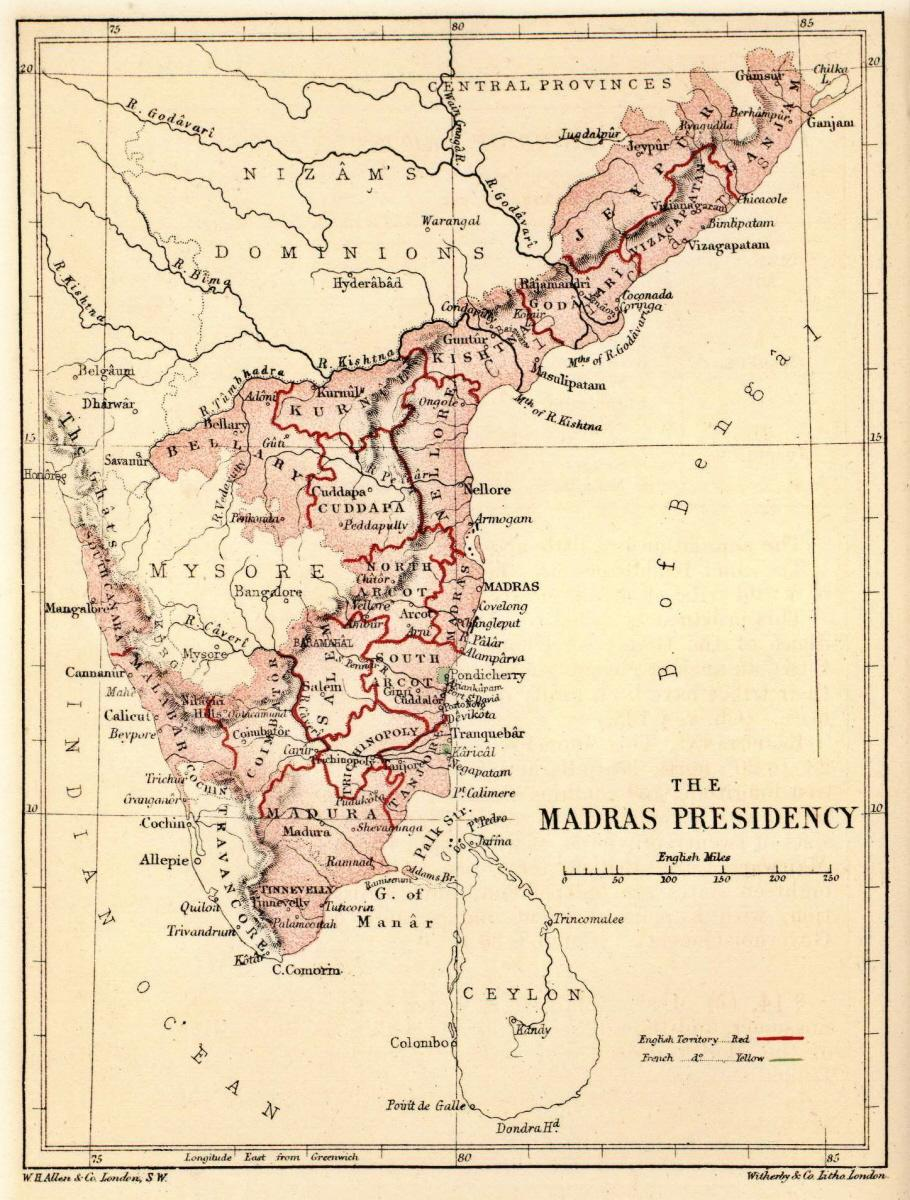
La presidenza di Madras in una mappa del 1880.
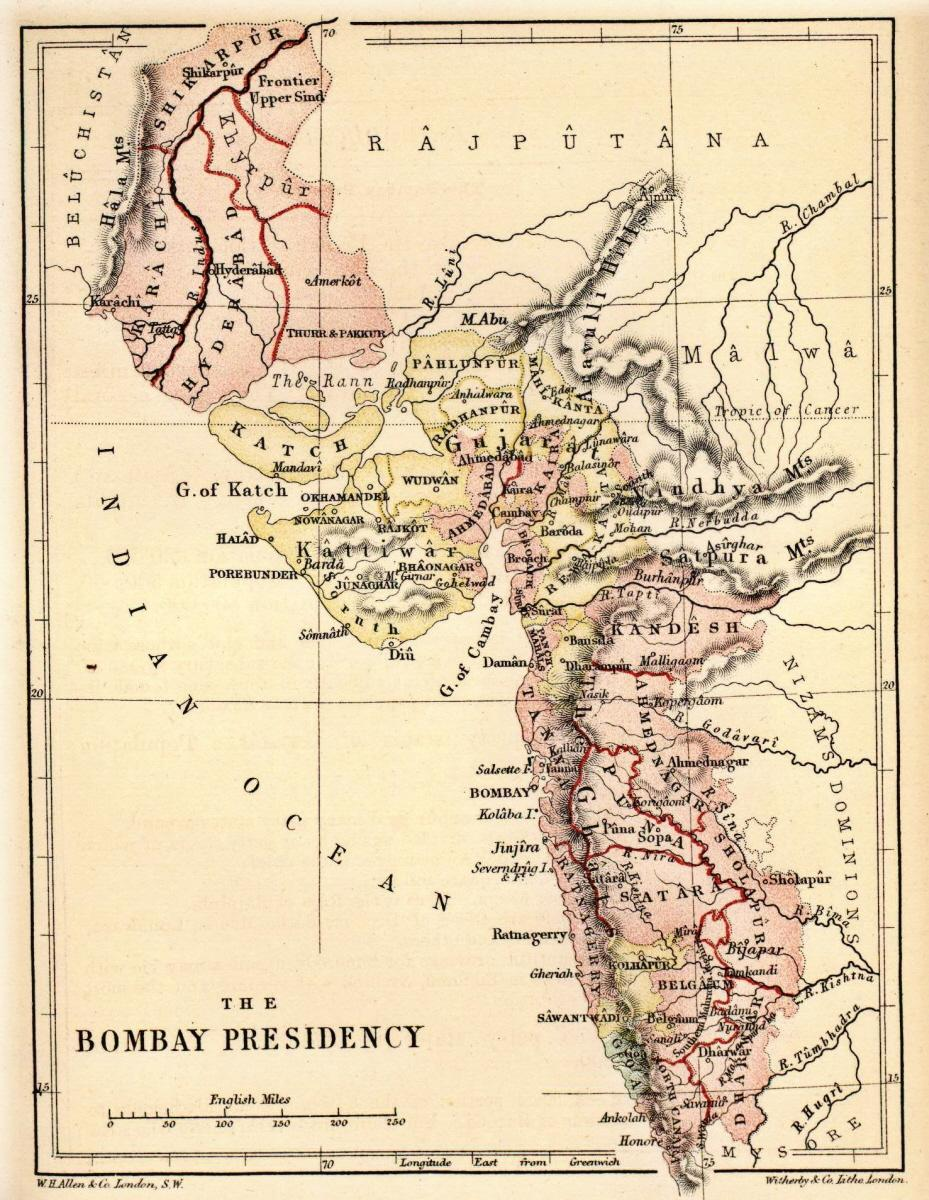
La presidenza di Bombay in una mappa del 1880.
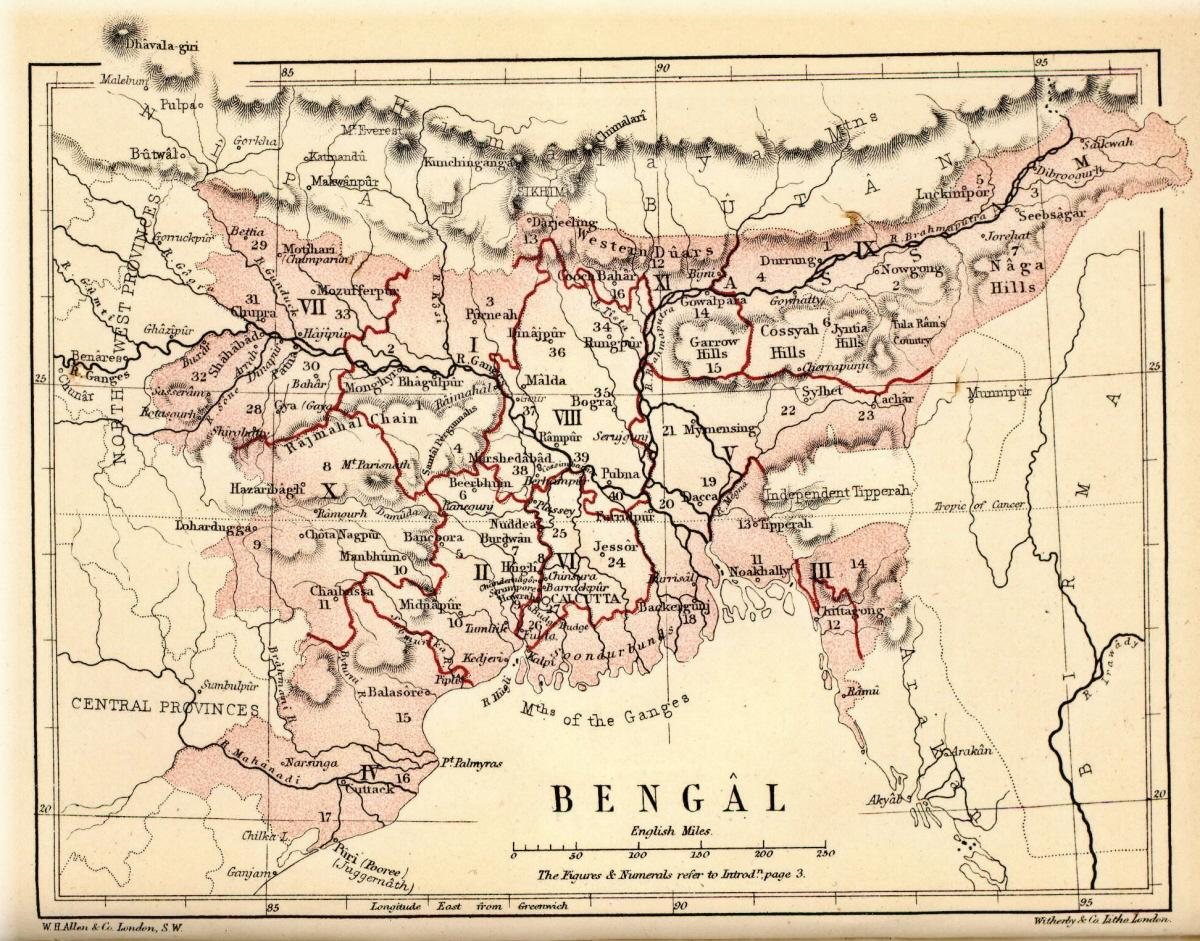
La presidenza del Bengala in una mappa del 1880.

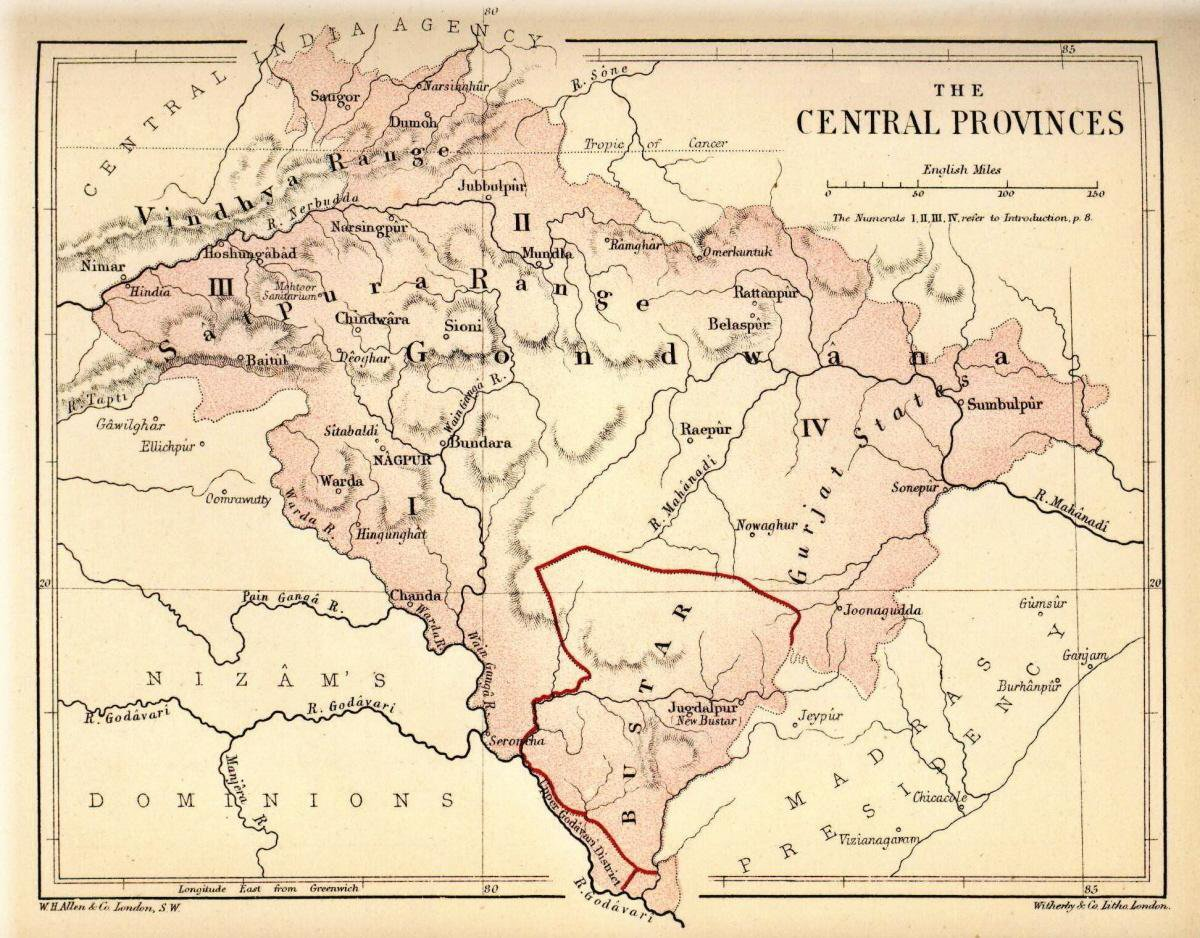
Una mappa del 1880 delle Province Centrali. La provincia era stata costituita nel 1861.
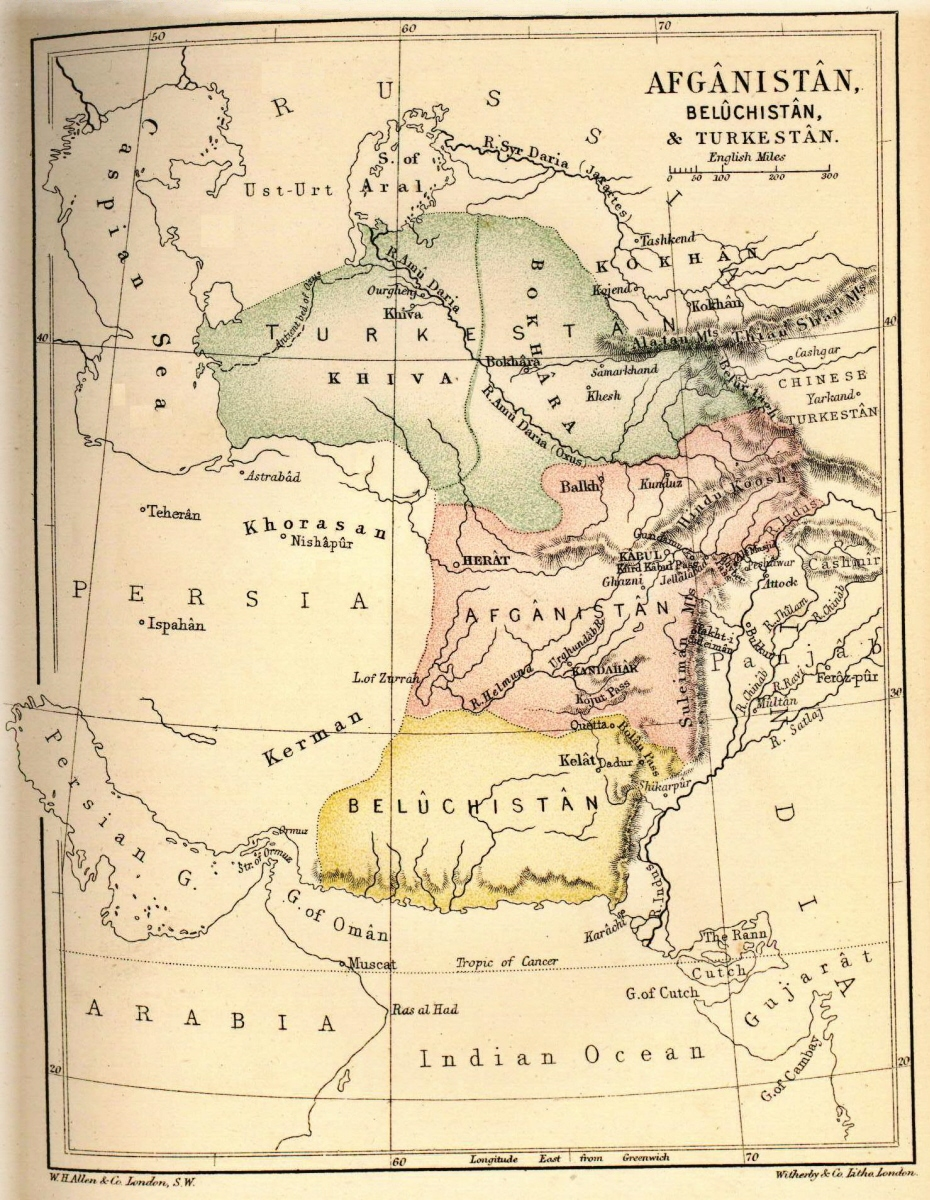
Il Belucistan indicato come regno indipendente con l'Afghanistan ed il Turkestan in una mappa del 1880.
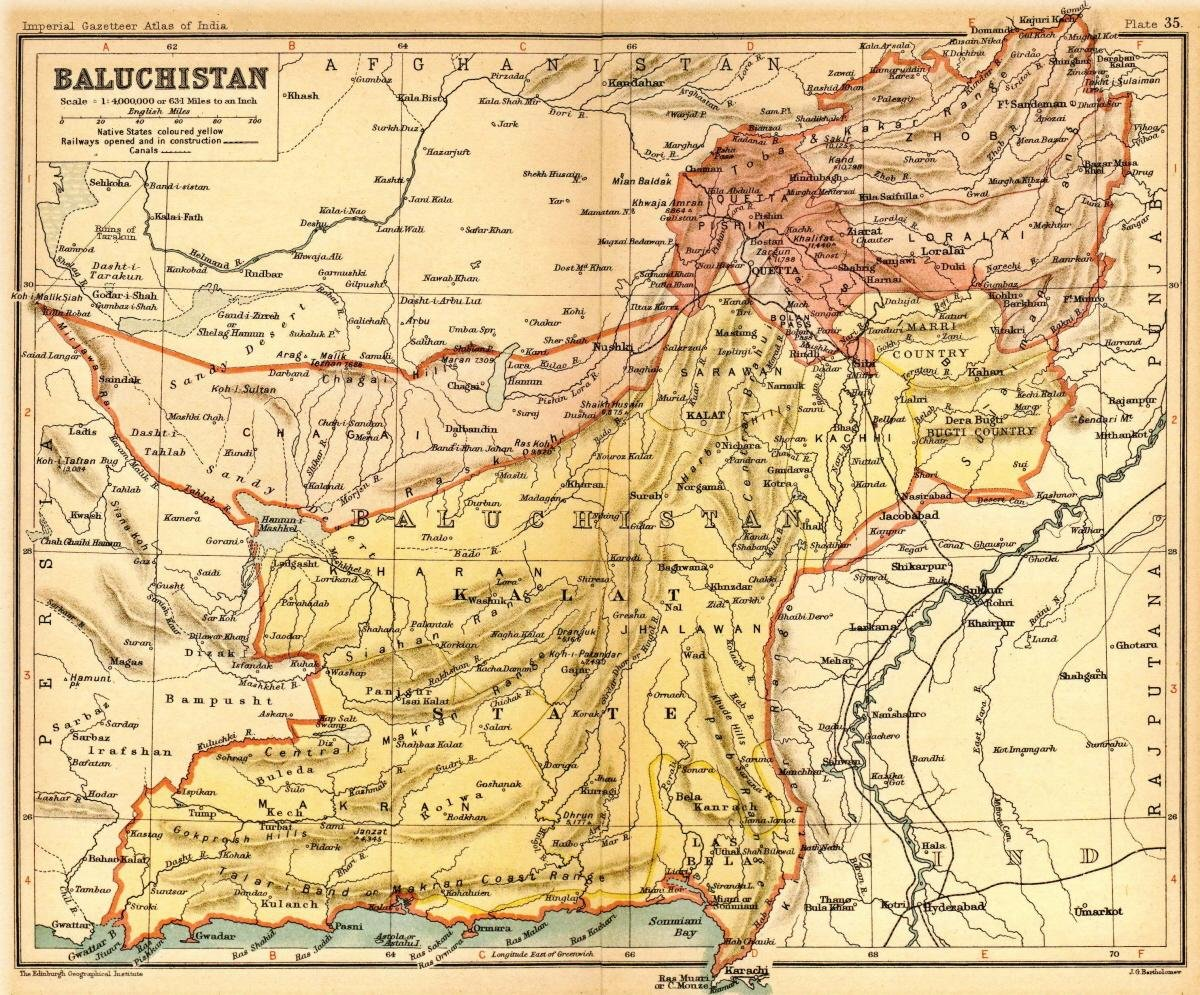
Il Belucistan nel 1908: i distretti e le agenzie del Belucistan britannico sono indcati assieme agli stati.

- Provincia della frontiera nord-occidentale: creata nel 1901 dai distretti nord-occidentali della provincia del Punjab.
- Bengala orientale ed Assam: creato nel 1905 dalla partizione del Bengala, assieme all'ex provincia di Assam. Riunito al Bengala nel 1912, con la parte nord-orientale venne ricostituita la provincia di Assam.
- Bihar e Orissa: separate dal Bengala nel 1912. Rinominata Bihar nel 1936 quando Orissa divenne una provincia separata.
- Delhi: separata dal Punjab nel 1912, quando divenne capitale dell'India britannica.
- Orissa: provincia separata ricavando determinate porzioni dalla provincia di Bihar-Orissa e dalla provincia di Madras nel 1936.
- Sind: separata da Bombay nel 1936.
- Panth-Piploda: creata provincia nel 1942, dai territori ceduti dai sovrani nativi.

### Province maggiori

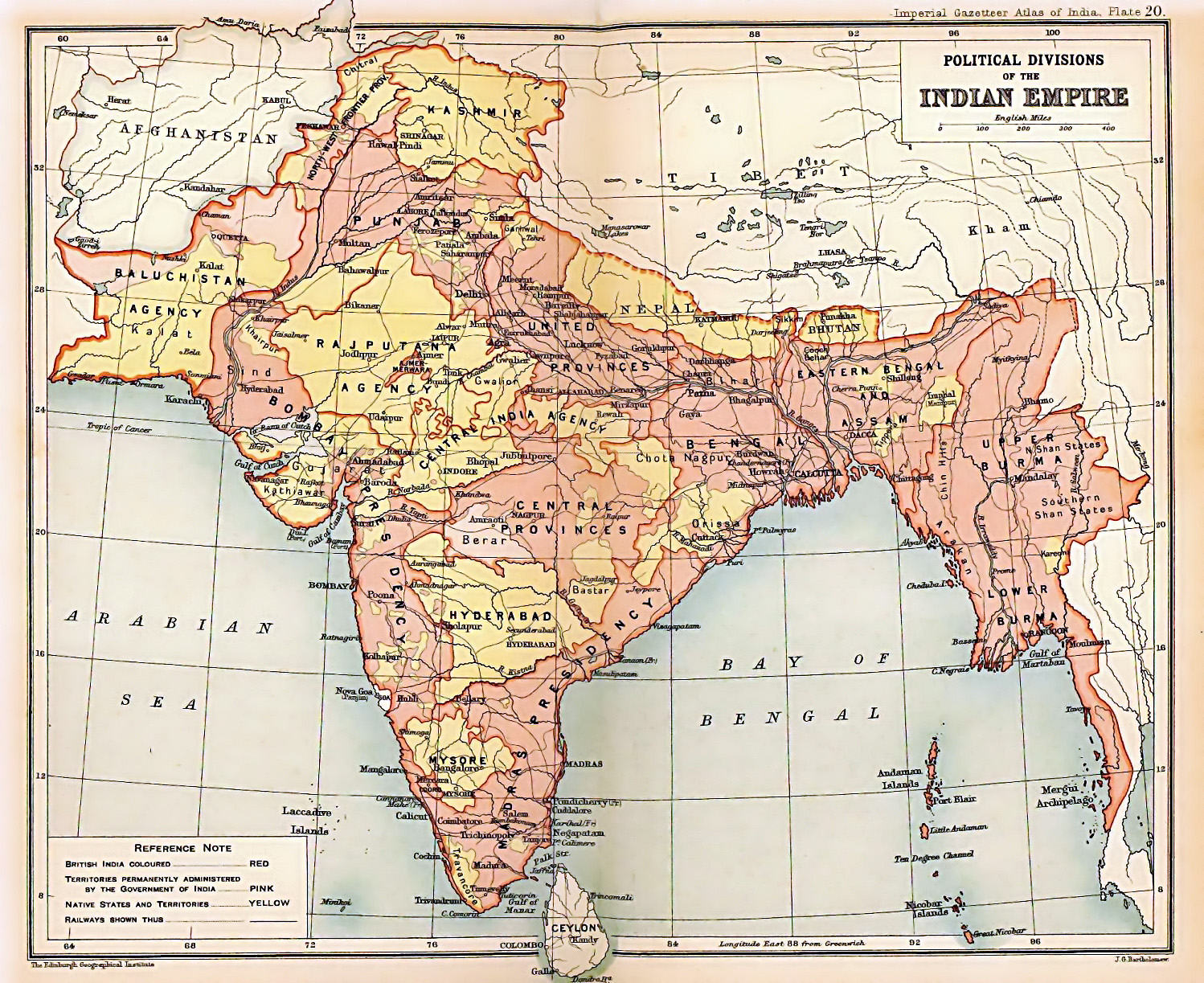
Mappa dell'India britannica nel 1909 durante la partizione del Bengala (1905–1911), che mostra l'India britannica in due sfumature di rosa (corallo e rosa chiaro) e gli stati principeschi in giallo.

Col XX secolo, l'India britannica era composta di otto provincie amministrate ciascuna da un proprio governatore o luogotenente governatore. Quella che segue è un elenco delle aree e delle popolazioni (senza includere gli stati nativi):
Durante la partizione del Bengala (1905–1912), la nuova provincia del Bengala orientale ed Assam venne creata. Nel 1912, la partizione venne parzialmente rivista, con la parte orientale ed occidentale del Bengala riunite e la rifondazione della provincia di Assam; venne inoltre creata la nuova provincia di Bihar e Orissa.
| Provincia dell'India britannica | Area (in migliaia di chilometri quadrati) | Popolazione (in milioni di abitanti) | Chief Administrative Officer |
| ------------------------------- | ----------------------------------------- | ------------------------------------ | ---------------------------- |
| Burma                           | 170                                       | 9                                    | Luogotenente Governatore     |
| Bengala                         | 151                                       | 75                                   | Luogotenente Governatore     |
| Madras                          | 142                                       | 38                                   | Governatore                  |
| Bombay                          | 123                                       | 19                                   | Governatore                  |
| Province Unite                  | 107                                       | 48                                   | Luogotenente Governatore     |
| Province Centrali e Berar       | 104                                       | 13                                   | Commissario Capo             |
| Punjab                          | 97                                        | 20                                   | Luogotenente Governatore     |
| Assam                           | 49                                        | 6                                    | commissario Capo             |

### Province minori
Vi erano inoltre alcune province minori che erano amministrate da un commissario capo:
| Provincia minore                           | Area (in migliaia di chilometri quadrati) | Population (in thousands of inhabitants) | Chief Administrative Officer                                          |
| ------------------------------------------ | ----------------------------------------- | ---------------------------------------- | --------------------------------------------------------------------- |
| Provincia della Frontiera nord-occidentale | 16                                        | 2,125                                    | Commissario Capo                                                      |
| Provincia del Belucistan                   | 46                                        | 308                                      | Agente politico britannico nel Belucistan ex officio Commissario Capo |
| Provincia di Coorg                         | 1.6                                       | 181                                      | Residente britannico a Mysore ex officio Commissario Capo             |
| Ajmer-Merwara                              | 2.7                                       | 477                                      | Agente politico britannico nel Rajputana ex officio Commissario Capo  |
| Isole Andaman e Nicobar                    | 3                                         | 25                                       | Commissario Capo                                                      |

### Aden
- L'insediamento di Aden, dipendenza della presidenza di Bombay dal 1839 al 1932; divenne una provincia con un commissario capo proprio nel 1932; separata dall'India venne creata colonia della Corona britannica nel 1937.

## La partizione e l'indipendenza (1947)
All'epoca dell'indipendenza indiana nel 1947, l'India britannica era composta da 17 province:
- Ajmer-Merwara
- Isole Andaman e Nicobar
- Assam
- Belucistan
- Bengala
- Bihar
- Bombay
- Province Centrali e Berar
- Coorg
- Delhi
- Madras
- Frontiera nord-occidentale
- Orissa
- Panth-Piploda
- Punjab
- Sind
- Province Unite

Con la divisione dell'India britannica in Dominion d'India e Dominion del Pakistan, 11 province (Ajmer-Merwara-Kekri, Andaman e Nicobar, Bihar, Bombay, Province Centrali e Berar, Coorg, Delhi, Madras, Panth-Piploda, Orissa, e le Province Unite) entrarono a far parte dell'India, 3 (Belucistan, Frontiera nord-occidentale e Sindh) entrarono a far parte del Pakistan, e 3 (Punjab, Bengala e Assam) vennero divisi tra India e Pakistan.
nel 1950, dopo la promulgazione della nuova costituzione indiana, le province dell'India vennero rimpiazzate da stati e da unioni territoriali. Il Pakistan, ad ogni modo, mantenne le sue cinque province, una delle quali, il Bengala orientale, venne rinominato Pakistan orientale nel 1956 e divenne poi la nazione indipendente del Bangladesh nel 1971.